# Pseudocryptolechia sareptensis
Pseudocryptolechia sareptensis is een vlinder uit de familie sikkelmotten (Oecophoridae). De wetenschappelijke naam is voor het eerst geldig gepubliceerd in 1862 door Moschler.
De soort komt voor in Europa.